# Уяздувский парк
Уяздувский парк (пол. Park Ujazdowski) — один из самых живописных парков Варшавы. Граничит с Уяздовской аллеей с её многочисленными посольствами и зданием сейма.

## История
Во времена позднего средневековья в данной местности была расположена деревня Уяздув, находившаяся в нескольких милях от варшавского Старого города. В 1619—1925 Джованни Баттиста Тревани построил здесь дворец и сад для короля Сигизмунда III Вазы.
В 1782 году король Станислав Август Понятовский купил деревню и переместил её примерно на километр в западном направлении (в место, расположенное вблизи теперешнего главного университетского городка Варшавского политехнического института), а на месте прежней деревни (вдоль «Королевского тракта») было основано Марсово поле, большая площадь для военных парадов, созданная и получившая название в честь парижского Марсова поля. Деревня была переименована в Нову Весь и дала название Нововейской улице.
После того, как Россия по итогам Наполеоновских войн получила Варшаву, этот район утратил свой военный характер и стал местом проведения ежегодных ярмарок. Он также служил местом развлечений: здесь каждое лето размещались карусели и навесы под открытым небом. В 1893 году при мэре Сократе Старынкевиче знаменитому садовнику Франтишек Шаниор было поручено превратить бывшее Марсово поле в общественный парк в модном в то время «ландшафтном стиле», представляющем собой смесь романтического сада и тропинок в стиле барокко. Расположенная в западной части каштановая аллея была включена в недавно основанный парк.
На момент своего создания, парк был одним из самых современных в Европе. В нём были большой пруд, фонтаны и железобетонный мост, переброшенный через южную часть пруда, построенный известным инженером Вильямом Линдлеем. В парке также было газовое освещение, игровая площадка для детей и общественные весы. Парковые скульптуры были созданы Эдвардом Виттигом, Пием Велонским и Теодором-Шарлем Грюйером. После Второй мировой войны был добавлен памятник Игнацию Яну Падеревскому, созданный Михалом Каменским.
Уяздувский парк пользуется популярностью среди жителей Варшавы: его игровая площадка привлекает детей, и многие молодожёны используют парк как место для своих свадебных фотографий. В 2002 году парк был полностью отремонтирован.